# 師岡栄一

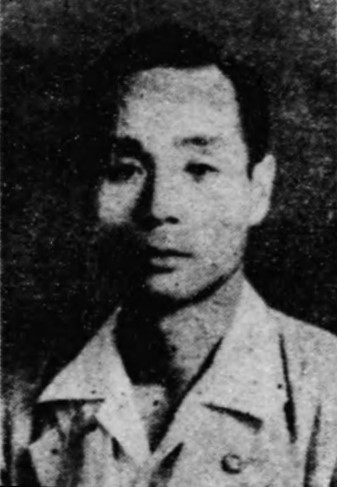
師岡栄一

師岡 栄一（榮一、もろおか えいいち、1905年（明治38年）2月26日 - 1991年（平成3年）2月28日）は、日本の実業家、無産運動家、政治家。衆議院議員。

## 経歴
埼玉県入間郡飯能町（現飯能市）で生まれる。1926年、明治大学専門部法律科を卒業。武州産業代表取締役に就任し、木工業大栄商会を設立した。
大学卒業後、無産運動に加わり、日本労農党中央委員、全国農労大衆党中央執行委員、社会大衆党西多摩支部長を務めた。
戦後の1945年に日本社会党に入り、1948年、同埼玉連合会長に就任。1947年4月、第23回衆議院議員総選挙で 埼玉県第二区から出馬して当選し、衆議院議員を一期務めた。この間、日本社会党中央委員を務めた。1949年、埼玉県知事選挙に社会党と日本共産党の統一候補として出馬したが落選した。